# پل راه‌آهن سرتپه
پل راه‌آهن سرتپه (سوادکوه) مربوط به دوره پهلوی اول است و در سوادکوه، محله سرتپه شیرگاه واقع شده و این اثر در تاریخ ۲۲ مرداد ۱۳۸۴ با شمارهٔ ثبت ۱۳۰۸۶ به‌عنوان یکی از آثار ملی ایران به ثبت رسیده‌است.